# Enfield (New Hampshire)
Enfield heißt eine Town im Grafton County von New Hampshire der Vereinigten Staaten wie auch der größte Ortsteil der Town. Das U.S. Census Bureau hat bei der Volkszählung 2020 eine Einwohnerzahl von 4.465 ermittelt. Sie entstand, nachdem im Jahr 1758 Soldaten aus Connecticut auf dem Rückweg von Louisbourg durch die Gegend kamen und von der Landschaft so angetan waren, dass sie vor Ort leben wollten.

## Geographie
Enfield liegt am Südrand des Grafton County. Auf seinem Gebiet liegen zwei größere, Mascoma Lake und East Pond, und mehrere kleinere Seen und Teiche. Diese entwässern über den Mascoma River zum westlich gelegenen Connecticut River. Zwischen diesem und Enfield liegt Lebanon. Von dort aus im Uhrzeigersinn grenzen an Enfield im Norden Canaan, im Osten Grafton sowie im Süden Sullivan County mit Springfield, Grantham und Plainfield. Zu Enfield gehören Enfield, Eastman, Enfield Center, Lower Shaker Village, Upper Shaker Village und Montcalm.

## Geschichte
Die erste Landzuteilung für Enfield erfolgte am 4. Juli 1761 mit der Schreibweise Endfield. 1768 wurde diese Zuteilung durch Gouverneur Benning Wentworth als verfallen angesehen und das Gebiet unter dem Namen Relhan anderen Bewerbern erneut zugeteilt. Unter diesem Namen erfolgte am 18. August 1778 die offizielle Gründung als unabhängige Gemeinde (nach anderen Quellen im Jahre 1788). Die Charter-Inhaber von 1761 betrachteten ihre Zuteilung jedoch weiterhin als gültig. Infolgedessen kam es zu Auseinandersetzungen, dies auch, da nur ein kleiner Teil der ursprünglichen Siedler sich tatsächlich in Enfield angesiedelt hatte. Die meisten kamen aus Windham County in Connecticut und hatten dort ihren Lebensmittelpunkt. Mittels Vergleichen, Käufen und Kompromissen entschied die Enfield-Fraktion die Frage der rechtmäßigen Besiedlung im Jahre 1789 für sich. 1781 wurden die Grenzlinien eingemessen und festgelegt. Die letzte diesbezügliche Veränderung fand 1837 statt, als Land von Grantham in Sullivan County im Süden Enfield zugeschlagen wurde. 1793 wurde südlich des Lake Mascoma eine Shakergemeinde gegründet, die bis 1923 Bestand hatte. 1927 wurden Land und Gebäude an die La Salette-Brüderschaft aus Montreal veräußert. Diese wirtschafteten hier bis 1985, als sie den Besitz an Privatinvestoren verkauften. Heute besteht hier das Enfield Shaker Museum.
Eine Quelle von 1859 nennt vier Kirchen, achtzehn Schulbezirke, drei Poststationen, drei Säge- und eine Kornmühle sowie eine Gerberei und woll- und holzverarbeitende Betriebe.
Mit dem Bau der Eisenbahnstrecke von Concord nach White River Junction in Vermont, die durch die Nordwestecke von Enfield verläuft, erhielt dieses im dortigen Ortsteil Enfield 1847 einen Bahnhof. Der Personenverkehr wurde 1965 eingestellt, die Strecke 1982 das letzte Mal befahren.

### Bevölkerungsentwicklung
| Jahr      | 1775 | 1783 | 1786 | 1790 | 1800 | 1810 | 1820 | 1830 | 1840 | 1850 |
| --------- | ---- | ---- | ---- | ---- | ---- | ---- | ---- | ---- | ---- | ---- |
| Einwohner | 50   | 461  | 484  | 724  | 1121 | 1291 | 1370 | 1492 | 1514 | 1742 |
| Jahr      | 1860 | 1870 | 1880 | 1890 | 1900 | 1910 | 1920 | 1930 | 1940 | 1950 |
| Einwohner | 1876 | 1662 | 1680 | 1439 | 1845 | 1448 | 1577 | 1325 | 1693 | 1612 |
| Jahr      | 1960 | 1970 | 1980 | 1990 | 2000 | 2010 | 2020 | 2030 | 2040 | 2050 |
| Einwohner | 1867 | 2345 | 3175 | 3983 | 4626 | 4582 | 4465 |      |      |      |

## Verwaltung und Städtische Einrichtungen
Als Town neuenglischer Art wird Enfield von einem gewählten Gemeinderat verwaltet. Der Verwaltungssitz ist im Ortsteil Enfield. Zur Gemeinde gehört die Polizei in Vollzeit, Feuerwehr und medizinische Notfallversorgung werden auf Freiwilligenbasis besorgt. Ebenfalls durch die Gemeinde betrieben werden die Bibliothek (Enfield Public Library) sowie die Wasserver- und Entsorgung und die Müllabfuhr.

## Wirtschaft
Der größte Arbeitgeber vor Ort ist der Mascoma Schulbezirk mit 47 Arbeitsplätzen, gefolgt von zwei Privatbetrieben mit 40 Angestellten und Arbeitern. Danach folgt mit 30 Beschäftigten der älteste Arbeitgeber, die Gemeinde selbst (Stand 2018).

## Verkehr
Enfield selbst wird durch die US 4 sowie die NH 4A erschlossen. Der I-89 verläuft durch den Südwesten Enfields und hat dort auch eine Ausfahrt, es besteht jedoch keine Straßenverbindung zum restlichen Gemeindegebiet. Auf der Trasse der Eisenbahn wurde ab 1996 ein Weg für Freizeitnutzung angelegt, der von Lebanon bis Boscawen führt. Der nächstgelegene Flugplatz ist der Lebanon Municipal Airport, der auch im Linienverkehr angeflogen wird.

## Persönlichkeiten
- Wolfgang Köhler (1887–1967), Psychologe, gestorben in Enfield
- Robert O. Blood (1887–1975), Politiker, geboren in Enfield